# Rhacocarpus piliformis
Rhacocarpus piliformis là một loài rêu trong họ Rhacocarpaceae. Loài này được Broth. mô tả khoa học đầu tiên năm 1891.